# Розер Бру
Розер Бру Льйоп (ісп. Roser Bru Llop; 15 лютого 1923, Барселона, Іспанія — 26 травня 2021, Сантьяго-де-Чилі) — чилійська художниця та гравер іспанського походження.

## Життєпис
Народилася 15 лютого 1923 року у Барселоні в родині журналіста Луїса Бру Жарді та художниці Хосепи Льйоп. Наступного року, під час диктатури Прімо де Рівера, її родина перебралася до Парижу. 1928 року вони повернулися до Барселони, де Бру навчалася у школі Монтессорі, а 1931 року вступила до Institut-Escola de la Generalitat de Catalunya. По завершенні Громадянської війни в Іспанії Бру була змушена вирушити у вигнання спочатку до Франції, а звідти відбула на пароплаві «Вінніпег» до Чилі. Вона прибула до порту Вальпараїсо 3 березня 1939 року.
Із 1939-го по 1942 роки Бру вивчала живопис у школі витончених мистецтв Чилійського університету, де її вчителями були художники Пабло Бурчард та Ізраель Роа. 1947 року приєдналася до Групи студентів-пластиків, наряду з такими художниками як Хосе Бальмес, Гарсія Барріос та Гільєрмо Нуньєс. 1957 року почала вивчати гравюру у Taller 99 під керівництвом Немесіо Антунеса. Також була однією зі студентів-засновників Школи мистецтв Католицького університету Чилі, де навчалася у 1964—1968 роках.
Виставки художниці проходили в країнах Латинської Америки та в Іспанії. Її роботи зберігаються у таких музеях як Музей сучасного мистецтва (Нью-Йорк), Бруклінський музей, Музей сучасного мистецтва (Сантьяго), Музей сучасного мистецтва в Чилое, Національний музей витончених мистецтв Чилі, Музей солідарності Сальвадора Альєнде, Чилійський національний історичний музей, Музей мистецтва Метрополітен, Музей сучасного мистецтва в Ріо-де-Жанейро, Музейний острів у Берліні та інших.
Розер Бру померла 26 травня 2021 року у Сантьяго-де-Чилі в 98-річному віці.

## Нагороди
1995 року нагороджена Орденом Ізабелли Католички командорського ступеня (Іспанія).
2000 року удостоєна премії Альтасор в галузі національного мистецтва у категорії живопису за роботу «Вчення Гойї». 2013 року перемогла в цій же категорії за «Життя в роботі».
2005 року нагороджена Орденом Пабло Неруди за художні та культурні досягнення.
2015 року удостоєна владою Чилі Національної премії в галузі пластичних мистецтв.
2018 року отримала Золоту медаль за досягнення у галузі витончених мистецтв.
2020 року нагороджена премією Хрест святого Юрія (Каталонія).